# Mariola Marczak
Mariola Marczak (ur. 1964) – polska filmoznawczyni, dr hab. nauk humanistycznych, w latach 2018–2019 dyrektor Instytutu Dziennikarstwa i Komunikacji Społecznej Wydziału Humanistycznego Uniwersytetu Warmińsko-Mazurskiego w Olsztynie.

## Życiorys
W 1989 ukończyła studia z filologii polskiej na Uniwersytecie Jagiellońskim, 8 kwietnia 1998 obroniła pracę doktorską Poetyka filmu religijnego, 12 września 2012 habilitowała się na podstawie pracy zatytułowanej Niepokój i tęsknota. Kino wobec wartości. O filmach Krzysztofa Zanussiego. 
W latach 2018–2019 pełniła funkcję dyrektora Instytutu Dziennikarstwa i Komunikacji Społecznej na Wydziale Humanistycznym Uniwersytetu Warmińsko-Mazurskiego w Olsztynie. Zatrudniona jest na stanowisku profesora uczelni.

## Odznaczenia
- Srebrna Odznaka „Za zasługi dla więziennictwa” (2024)[5]